# Marcello, una vita dolce
Marcello, una vita dolce è un documentario italiano del 2006 diretto da Mario Canale e Annarosa Morri, con la voce narrante di Sergio Castellitto. È stato presentato al 59º Festival di Cannes nella sezione "Cannes Classic".

## Trama
Documentario realizzato a 10 anni dalla scomparsa di uno dei più grandi attori del cinema italiano, Marcello Mastroianni. Nelle immagini vengono mostrate interviste raccolte in diversi momenti della vita dell'attore, brani tratti dai suoi film, immagini riprese sui set, i ricordi delle figlie Barbara e Chiara, di attori, registi e persone a lui vicine, tra cui: Claudia Cardinale, Anouk Aimée, Suso Cecchi d'Amico, Sophia Loren, Giuseppe Tornatore e Marco Bellocchio.